# Brooke Shields
Brooke Christa Shields (ur. 31 maja 1965 w Nowym Jorku) – amerykańska aktorka i fotomodelka.

## Życiorys

### Wczesne lata
Urodziła się w Nowym Jorku. Pochodzi z angielskiej i francuskiej rodziny królewskiej. Jej rodzice, Francis Alexander Shields (1941–2003, kierownik w przedsiębiorstwie z branży kosmetycznej Revlon) i Teri Shields (1933–2012, właśc. Maria Theresia Schmonn, fotomodelka), rozwiedli się niedługo po urodzeniu Brooke. Jej dziadek ze strony ojca, Frank Shields (1910–1975), był znanym tenisistą, a w latach 30. pojawiał się również w filmach. Jego żona Donna Marina Torlonia di Civitella-Cesi (1916–1960) była włoską arystokratką i szwagierką infantki Beatrycze Hiszpańskiej (córki króla Alfonsa XIII). Natomiast babcia jej matki, Elsie Moore, była siostrą dziadka aktorki Glenn Close.

### Kariera
Karierą Brooke pokierowała jej matka. Jako 11-miesięczne dziecko Brooke pojawiła się w reklamie mydła Ivory sfotografowanej przez Francesco Scavullo. Występowała też w reklamach pieluch, talku kosmetycznego, mleka i – kilka lat później – lalek.
Mając 9 lat pojawiła się w dramacie telewizyjnym Po upadku (After the Fall, 1974) u boku Faye Dunaway, jako córka Quentina (Christopher Plummer). W wieku 12 lat zadebiutowała na dużym ekranie rolą młodszej siostry tytułowej bohaterki horroru Alicja, słodka Alicja (Communion, 1976).
W wieku 14 lat była najmłodszą modelką, która kiedykolwiek pracowała dla magazynu „Vogue”. Mając 15 lat jej twarz ukazywała się na okładce „Cosmopolitan”, a także każdego większego magazynu, włączając „Elle”, „Mademoiselle”, „Glamour”, „Harper’s Bazaar” i „Seventeen”.
Wcielając się w rolę niepełnoletniej prostytutki Violet, uwikłanej w romans z fotografem (Keith Carradine) w kontrowersyjnym dramacie Ślicznotka (Pretty Baby, 1978) zachwyciła na festiwalu filmowym w Cannes.
W 1979, w wieku 15 lat wywołała skandal, gdy ukazała się na plakatach tylko w jednej części garderoby – dżinsach Calvina Kleina.
W szkole średniej Lenox School i college’u Dwight-Englewood School w Englewood w New Jersey była cheerleaderką. W latach 1983–1987 studiowała romanistykę na Uniwersytecie Princeton, w stanie New Jersey, gdzie poznała aktora Deana Caina.
Światową sławę zdobyła dzięki głównej roli w melodramacie przygodowym Błękitna laguna (The Blue Lagoon, 1980), gdzie wraz z Christopherem Atkinsem tworzyła parę młodych rozbitków, mieszkających na bezludnej wyspie. Film ten jednak przyniósł jej nagrodę Złotej Maliny dla najgorszej aktorki roku i choć podbił serca młodych widzów, nie spodobał się krytyce.
Stała się idolką nastolatek lat 80. XX wieku. W latach 1980–1985 pojawiła się na ponad 400 okładkach magazynów. Magazyn „People” uznał ją za jedną z najbardziej intrygujących osób świata w latach 1978, 1980, 1996 oraz za jedną z 50 najpiękniejszych osób świata w roku 1996 i 2000.
W 1982 trafiła na nowojorską scenę Radio City Music Hall w spektaklu Night of One Hundred Stars. W 1986 zadebiutowała na Broadwayu jako Suzanne w przedstawieniu The Eden Cinema. W 1986 wystąpiła w roli Suzanne w produkcji off-Broadwayowskiej The Eden Cinema. 
W 1995 odebrała nagrodę teatralną Theater World Award za rolę Rizzo w musicalu broadwayowskim Grease, w którym grała od 11 maja 1994 do 25 czerwca 1998. Powróciła na Broadway jako Sally Bowles w musicalu Kabaret (2001), Ruth Sherwood w Wonderful Town (od 28 września 2004 do 30 czerwca 2005), Roxie Hart w Chicago (2005) i w roli Morticii Addams w muzycznej wersji Rodzina Addamsów (2011).
Swój talent komediowy ujawniła w sitcomie A teraz Susan (Suddenly Susan, 1996–2000) jako Susan Keane, charyzmatyczna redaktorka bulwarowego amerykańskiego pisma. Za tę rolę była dwukrotnie (1997, 1998) nominowana do nagrody Złotego Globu.

## Życie prywatne
W kwietniu 1982 tworzyła parę z Tedem McGinleyem na balu maturalnym w jej szkole średniej.
19 kwietnia 1997 w Pebble Beach, w stanie Kalifornia, wyszła za mąż za światowej sławy tenisistę Andre Agassiego, a po dwóch latach ich małżeństwo zostało anulowane – 9 kwietnia 1999 w Las Vegas.
4 kwietnia 2001 wyszła powtórnie za mąż za scenarzystę i producenta Chrisa Henchy’ego, z którym ma dwie córki: Rowan Francis (ur. 15 maja 2003) i Grier Hammond (ur. 18 kwietnia 2006).

## Filmografia

### Filmy
- 1974: Po upadku (After the Fall, TV) jako córka Quentina
- 1976: Alicjo, słodka Alicjo (Communion) jako Karen Spages
- 1977: The Prince of Central Park (TV) jako Kristin
- 1978: Król Cyganów (King of the Gypsies) jako Tita Stepanowicz
- 1978: Ślicznotka (Pretty Baby) jako Violet
- 1979: Tilt jako Tilt Davenport (Brenda Louise Davenport)
- 1979: Romans niemal doskonały (An Almost Perfect Affair) – w roli samej siebie
- 1979: Wanda Nevada jako Wanda Nevada
- 1979: Just You and Me, Kid jako Kate
- 1980: Błękitna laguna (The Blue Lagoon) jako Emmeline
- 1981: Niekończąca się miłość (Endless Love) jako Jade
- 1983: Sahara jako Dale Gordon
- 1984: Muppety na Manhattanie (The Muppets Take Manhattan) jako klientka
- 1984: Mokre złoto (Wet Gold, TV) jako Laura
- 1984: Blondynki kontra brunetki (Blondes vs. Brunettes, TV) – w roli samej siebie
- 1988: Brylantowa pułapka (The Diamond Trap, TV) jako Tara Holden
- 1989: Wyścig armatniej kuli 3 (Speed Zone) jako stewardesa
- 1989: Brenda Starr jako Brenda Starr
- 1990: Zaułek marzeń (Backstreet Dreams) jako Stevie
- 1993: Wszystko tylko nie buty (Freaked) jako Skye Daley
- 1993: Osaczyć Laurę (I Can Make You Love Me, TV) jako Laura Black
- 1994: Siódme piętro (The Seventh Floor) jako Kate Fletcher
- 1994: Amerykański romans (Un Amore americano / An American Love) jako Greta
- 1994: The Postgraduate (krótkometrażowy) jako żona z fantazji
- 1995: Dzikie i swobodne (Running Wild) jako Christine Shaye
- 1995: Nic nie trwa wiecznie (Nothing Lasts Forever, TV) jako dr Beth Taft
- 1996: Spojrzenie mordercy (Freeway) jako Mimi Wolverton
- 1998: Perypetie Margaret (The Misadventures of Margaret) jako Lily
- 1999: Weekend (The Weekend) jako Nina
- 1999: Kawaler (The Bachelor) jako Buckley
- 1999: Czarne i białe (Black and White) jako Sam Donager
- 1999: Napad prawie doskonały (The Almost Perfect Bank Robbery) jako Cyndee Lafrance
- 2000: After Sex jako Kate
- 2001: Co tworzy rodzinę (What Makes a Family, TV) jako Janine Nielssen
- 2003: Dzieci pani Pająkowej ze Słonecznej Doliny (Miss Spider's Sunny Patch Kids, TV) jako pani Pająkowa (głos)
- 2004: Nasz włoski mąż (Mariti in affitto) jako Charlene Taylor
- 2005: New Car Smell (TV) jako April
- 2005: Nie zapomnisz mnie (Gone, But Not Forgotten, TV) jako Betsy Tannenbaum
- 2005: Bob kamerdyner (Bob the Butler) jako Anne Jamieson
- 2005: Wyprawa po świąteczne pisanki (The Easter Egg Adventure) jako Potworna Harriet Hare (głos)
- 2007: Bag Boy jako pani Hart
- 2008: Nocny pociąg z mięsem (The Midnight Meat Train) jako Susan Hoff
- 2008: Justice League: The New Frontier jako Carol Ferris (głos)
- 2010: Zemsta futrzaków jako Tammy Sanders
- 2010: Bestia z Wolfsberga (The Boy Who Cried Werewolf, TV) jako madame Olga Varcolac
- 2013: Weteranki koszykówki (The Hot Flashes) jako Beth Humphrey
- 2017: Daisy Winters jako Sandy Winters
- 2021: Świąteczny zamek (A Castle for Christmas) jako Sophie Brown
- 2024: Matka panny młodej (Mother of the Bride) jako Lana
- 2024: Zwierzaki na ratunek (Gracie & Pedro: Pets to the Rescue) jako Willow, koń pełnej krwi angielskiej (głos)

### Seriale
- 1980: Muppet Show (The Muppet Show) – w roli samej siebie
- 1982: The Doctors jako Elizabeth Harrington
- 1992: Zagubiony w czasie (Quantum Leap) jako Vanessa Foster
- 1993: Simpsonowie (The Simpsons) – w roli samej siebie
- 1993: Opowieści z krypty (Tales from the Crypt) jako Norma
- 1996: Przyjaciele (Friends) jako Erika Ford
- 1996–2000: A teraz Susan (Suddenly Susan) jako Susan Keane
- 2001: Ja się zastrzelę (Just Shoot Me!) jako Erlene Noodleman, siostra Niny
- 2002: Wdowy (Widows) jako	Shirley Heller
- 2003: Gary the Rat jako Cassandra Harrison
- 2004: Różowe lata siedemdziesiąte (That ’70s Show) jako Pamela Burkhart
- 2004: Randka z gwiazdą (I’m with Her) jako Ivy Tyler
- 2005: Ekipa (Entourage) – w roli samej siebie
- 2006: Prawo i porządek: Zbrodniczy Zamiar jako Kelly Sloane-Raines
- 2006: Bez skazy (Nip/Tuck) jako Faith Wolper
- 2007: Dwóch i pół (Two and a Half Men) jako Danielle Stewert
- 2007: Batman (The Batman) jako Julie (głos)
- 2007–2008: Hannah Montana jako Susan Stewart, mama Miley
- 2008–2009: Szminka w wielkim mieście (Lipstick Jungle) jako Wendy Healy
- 2010–2018: Pępek świata (The Middle) jako Rita Glossner
- 2013: Poślubione armii (Army Wives) jako pułkownik Kat Young
- 2013: Wspaniałe zwierzaki (Wonder Pets!) jako czarownica
- 2013: Super Fun Night jako Alison Lockridge
- 2013–2019: Korniszonek (Mr Pickles) jako Beverly Goodman (głos)
- 2014: The Michael J. Fox Show jako Deborah
- 2014–2018: Galaktyka Supersmyka (Creative Galaxy) jako Seraphina (głos)
- 2016: Głos serca (When Calls the Heart) jako Charlotte Thornton
- 2026: Królowe krzyku (Scream Queens) jako dr Scarlett Lovin
- 2017–2018: Prawo i porządek: sekcja specjalna (Law & Order: Special Victims Unit) jako Sheila Porter
- 2018: Murphy Brown jako Holly Mackin Lynne
- 2018–2019: Jane the Virgin jako River Fields
- 2020: 9-1-1 jako dr Kara Sandford

## Nagrody
| Rok  | Nagroda               | Kategoria                                           | Film                           |
| ---- | --------------------- | --------------------------------------------------- | ------------------------------ |
| 1981 | Nagroda „Bravo”       | Brązowa statuetka Bravo Otto dla najlepszej aktorki | Błękitna laguna (1980)         |
| 1981 | Złota Malina          | Najgorsza aktorka                                   | Błękitna laguna (1980)         |
| 1981 | People’s Choice Award | Ulubiona młoda aktorka filmowa                      | –                              |
| 1982 | People’s Choice Award | Ulubiona młoda aktorka filmowa                      | –                              |
| 1983 | People’s Choice Award | Ulubiona młoda aktorka filmowa                      | –                              |
| 1984 | People’s Choice Award | Ulubiona młoda aktorka filmowa                      | –                              |
| 1985 | Złota Malina          | Najgorsza aktorka drugoplanowa                      | Sahara (1984)                  |
| 1990 | Złota Malina          | Najgorsza aktorka drugoplanowa                      | Wyścig armatniej kuli 3 (1989) |
| 1997 | People’s Choice Award | Ulubiona aktorka w nowym serialu telewizyjnym       | A teraz Susan (1996)           |
| 2002 | GLAAD Media Awards    | Nagroda Złotej Bramy                                | –                              |
| 2020 | Young Artist Award    | Legenda                                             | –                              |